# Pulianas
Pulianas è un comune spagnolo di 4 437 abitanti situato nella comunità autonoma dell'Andalusia.